# Claude Bouchery
Claude Bouchery est un acteur français né le 27 janvier 1928 à Paris et mort le 20 mai 1995 dans cette même ville.

## Biographie
Claude Bouchery est le fils de Robert Bouchery, architecte et artiste peintre, et de Suzanne Chauffard.
Il suit à Paris les cours de l'EPJD (École Pour le Jeu Dramatique) dirigée par Jean-Marie Conti, où il a pour condisciple Philippe Noiret et Delphine Seyrig.
Comédien au cinéma et à la télévision, Claude Bouchery a travaillé essentiellement pour le théâtre dès la fin des années 1950.

## Filmographie

### Cinéma
- 1974 : En amour ça va, ça vient de Henri Sala : le marin
- 1975 : Histoire de Paul de René Féret
- 1976 : Je suis Pierre Rivière de Christine Lipinska : le premier médecin
- 1977 : La Communion solennelle de René Féret : Jules Ternolain
- 1980 : À vendre de Christian Drillaud : Louis Guillon
- 1984 : Le Matelot 512 de René Allio : le général
- 1985 : Le Mystère Alexina, de René Féret : l'inspecteur d'académie
- 1990 : Trois années de Fabrice Cazeneuve : le docteur Poncenot

### Télévision
- 1984 : Série noire : Un chien écrasé de Daniel Duval
- 1986 : Médecins de nuit d'Emmanuel Fonlladosa, épisode : Le Mot de passe (série télévisée)
- 1993 : Les Maîtres du pain d'Hervé Baslé
- 1994 : La Corruptrice de Bernard Stora